# 奧武山公園站
26°12′2.73″N 127°40′31.05″E / 26.2007583°N 127.6752917°E
奧武山公園站（日语：／ Ōnoyama-kōen eki */?）是位於日本沖繩縣那霸市奥武山町的沖繩都市單軌電車線車站。

## 車站構造
本站為島式月台1面2線的高架車站，設有升降機與扶手電梯等設備。

### 月台配置
| 月台 | 路線                | 目的地                                 |
| ---- | ------------------- | -------------------------------------- |
| 1    | ■沖繩都市單軌電車線 | 縣廳前、牧志、歌町、首里、日子浦西方向 |
| 2    | ■沖繩都市單軌電車線 | 小祿、那霸機場方向                     |

### 車站設備
- 投幣式儲物櫃
- 公共電話
- 廁所

## 利用狀況
| 年度 | 1日平均乗車人數 |
| ---- | --------------- |
| 2003 | 1,216           |
| 2004 | 1,131           |
| 2005 | 1,506           |
| 2006 | 1,523           |
| 2007 | 1,555           |
| 2008 | 1,584           |
| 2009 | 1,562           |
| 2010 | 1,636           |
| 2011 | 1,767           |
| 2012 | 1,881           |
| 2013 | 1,920           |
| 2014 | 1,912           |
| 2015 | 2,018           |
| 2016 | 2,140           |
| 2017 | 2,150           |
| 2018 | 2,281           |
| 2019 | 2,383           |
| 2020 | 1,367           |
| 2021 | 1,413           |

## 車站附近
公共設施
- 沖繩縣營奥武山公園 - 車站前
- 漫湖公園 - 步行約10分鐘

教育
- 沖繩縣小禄高等學校-步行約15分鐘

金融
- 沖繩海邦銀行小祿支店-步行約2分鐘

郵局
- 小祿鏡原郵局 - 步行約5分鐘

娛樂設施
- 小祿保齡中心 - 步行約7分鐘

## 巴士路線
奧武山公園站前站
- 11號：安岡宇榮原線（那霸巴士營運）
- 17號：石嶺（開南）線（那霸巴士營運）
- 101號：平和台安謝線（那霸巴士營運）
- 105號：豐見城市内一周（琉球巴士交通營運）

山下站
- 9號：小祿石嶺線（那霸巴士營運）
- 33號：糸滿西原（末吉）線（那霸巴士營運）
- 46號：糸滿西原（鳥堀）線（那霸巴士營運）
- 55號：牧港線（琉球巴士交通營運）
- 88號：宜野灣線（琉球巴士交通營運）
- 98號：琉大（側道）線（琉球巴士交通營運）

## 歷史
- 2003年8月10日：車站啟用。

## 相鄰車站
沖繩都市單軌電車
■沖繩都市單軌電車線
小祿（3）－奧武山公園（4）－壺川（5）

## 外部連結
- 沖繩都市單軌電車 – 奧武山公園站 （页面存档备份，存于）（日語）（英文）（繁體中文）（简体中文）